# Zbigniew Adamczewski
Zbigniew Paweł Adamczewski – polski naukowiec, profesor dr habilitowany nauk medycznych i nauk o zdrowiu.

## Kariera naukowa
- 1993 lekarz (kierunek lekarski); nadanie tytułu - Akademia Medyczna w Łodzi, rejestracja tytułu - Uniwersytet Medyczny w Łodzi;
- 1999 doktor medycyny; nadanie stopnia - Akademia Medyczna w Łodzi, rejestracja stopnia - Uniwersytet Medyczny w Łodzi;
- 2016 doktor habilitowany nauk medycznych; nadanie stopnia - Instytut „Centrum Zdrowia Matki Polki”;
- 2023 profesor nauk medycznych i nauk o zdrowiu.

## Praca naukowo-dydaktyczna
Od 1 czerwca 2003 zatrudniony przez Uniwersytet Medyczny w Łodzi (specjalności choroby wewnętrzne, endokrynologia); ponadto jest pracownikiem Instytutu „Centrum Zdrowia Matki Polki”. Od 2020 członek Rady Dyscypliny - Nauki Medyczne Uniwersytetu Medycznego w Łodzi.